# Procecidocharoides penelope
Procecidocharoides penelope är en tvåvingeart som först beskrevs av Osten Sacken 1877.  Procecidocharoides penelope ingår i släktet Procecidocharoides och familjen borrflugor. Inga underarter finns listade i Catalogue of Life.